# Józef Zeidler: Missa ex D, Antoni Habel: Symfonia D-dur
Józef Zeidler: Missa ex D, Antoni Habel: Symfonia D-dur albo Musica Sacromontana XIV – album z muzyką z 14. edycji festiwalu Musica Sacromontana polskiej orkiestry Sinfonietta Cracovia i Polskiego Chóru Kameralnego pod dyrekcją Marcina Nałęcz-Niesiołowskiego z udziałem solistów (Anna Bernacka, Iwona Hossa, Jarosław Bręk, Tomasz Krzysica). Został wydany 29 maja 2019 przez DUX Recording Producers (nr kat.DUX 1574). Nominacja do Fryderyka 2020 w kategorii Album Roku Muzyka Oratoryjna i Operowa.

## Lista utworów
- Józef Zeidler -Missa ex D 
  - 1. Kyrie [2:58]
  - 2. Gloria [2:19]
  - 3. Qui tollis [2:16]
  - 4. Quoniam [0:59]
  - 5. Patrem [2:40]
  - 6. Et Incarnatus [2:40]
  - 7. Et resurrexit [2:56]
  - 8. Sanctus [2:13]
  - 9. Benedictus [5:14]
  - 10. Agnus Dei [2:51]
  - 11. Dona nobis [3:54]
- Antoni Habel - Symfonia D-dur Symphony D major
  - 12. Symfonia I [5:15]
  - 13. Symfonia II [6:17]
  - 14. Symfonia III [1:58]
  - 15. Symfonia IV [4:25]

## Wykonawcy
- Marcin Nałęcz-Niesiołowski - dyrygent
- Sinfonietta Cracovia
- Tomasz Krzysica - tenor
- Polski Chór Kameralny
- Iwona Hossa - sopran
- Jarosław Bręk - bas
- Anna Bernacka - mezzosopran